# Zombrus
Zombrus is een geslacht van insecten uit de orde vliesvleugeligen (Hymenoptera) en de familie schildwespen (Braconidae).

## Soorten
- Z. anisopus Marshall, 1897
- Z. antennalis Szepligeti, 1914
- Z. atriceps (Brues, 1924)
- Z. baculiger (Enderlein, 1912)
- Z. bicolor (Enderlein, 1912)
- Z. bimaculatus Szepligeti, 1914
- Z. cameroni Szepligeti, 1913
- Z. concolor Szepligeti, 1914
- Z. croceipes (Brues, 1926)
- Z. dorsalis (Brulle, 1846)
- Z. duplicatus (Brues, 1924)
- Z. erythrostomus Cameron, 1912
- Z. flaviceps Cameron, 1912
- Z. flavipennis (Brulle, 1846)
- Z. fuscipennis (Szepligeti, 1902)
- Z. giganteus Szepligeti, 1911
- Z. insularis (Schulz, 1906)
- Z. maculiceps (Cameron, 1906)
- Z. maculifrons (Cameron, 1905)
- Z. maculipennis (Brulle, 1846)
- Z. madagascariensis Marshall, 1897
- Z. melanopterus Cameron, 1912
- Z. minor Szepligeti, 1918
- Z. nigricornis (Brulle, 1846)
- Z. nigripennis (Kriechbaumer, 1894)
- Z. nigripes (Cameron, 1906)
- Z. nigrobalteatus (Cameron, 1906)
- Z. nigromaculatus (Cameron, 1904)
- Z. orientalis Szepligeti, 1914
- Z. pallidiventris Cameron, 1910
- Z. pedalis (Brues, 1924)
- Z. pulcher Szepligeti, 1914
- Z. rufus (Cameron, 1905)
- Z. semialbus Szepligeti, 1914
- Z. semistriatus (Brulle, 1846)
- Z. sikkimensis Enderlein, 1920
- Z. similis Szepligeti, 1906
- Z. spilopterus Cameron, 1910
- Z. striolatus (Szepligeti, 1902)
- Z. thomseni Szepligeti, 1918
- Z. tuberculatus Cameron, 1912
- Z. wagneri Szepligeti, 1915